# Área de Proteção Ambiental do Inhamum
A Área de Proteção Ambiental Municipal do Inhamum é uma unidade de conservação de uso sustentável localizada no município de Caxias (MA)

## Histórico
A Área de Proteção Ambiental Municipal (APA) do Inhamum foi criada pela lei 1.464/2001 e tem aproximadamente 3.500 hectares, localizando-se à margem direita da BR 316. É cortada também  pela rodovia MA-127, que liga os municípios de Caxias e São João do Sóter. 

## Conservação e biodiversidade
A vegetação predominante é o Cerrado e a Mata Ciliar ou de Galeria, a qual ocorre nas margens dos córregos, lagoas e nascentes presentes na região (importante para a proteção de mananciais que abastecem o município), podendo ser encontradas gramíneas, ervas, arbusto e árvores das famílias Fabaceae, Areacaceae, Caryocaraceae, Rubiaceae, dentre outras.
O riacho Inhamum é um dos afluentes do rio Itapecuru.Também podem ser vistas nove lagoas na APA: Areia Branca, Pau Pombo, Coités, Chico Lima, Mangueira, Bandeira, Merim, Machado e Baixa da Cotia.
São realizadas atividades de trilhas ecológicas para a prática de educação ambiental na região, bem como pesquisas científicas pela Universidade Estadual do Maranhão (Campus de Caxias) e a realização dos Festejos de São Sebastião, com a retirada do mastro na APA.
A unidade de conservação é afetada pela ação de lenhadores, da presença de lixo depositado principalmente pelos usuários da MA-127, pela ação de banhistas que frequentam o riacho, além de caças de animais silvestres, bem como pela carência de fiscalização por parte dos órgãos responsáveis pela administração e manejo da APA.